# Ängessjön, Gästrikland
Ängessjön är en sjö i Hofors kommun i Gästrikland och ingår i Gavleåns huvudavrinningsområde. Sjön har en area på 0,0829 kvadratkilometer och ligger 171,1 meter över havet. Sjön avvattnas av vattendraget Ängesån.

## Delavrinningsområde
Ängessjön ingår i det delavrinningsområde (671850-151963) som SMHI kallar för Utloppet av Ängessjön. Medelhöjden är 194 meter över havet och ytan är 0,51 kvadratkilometer. Räknas de 12 avrinningsområdena uppströms in blir den ackumulerade arean 45,6 kvadratkilometer. Ängesån som avvattnar avrinningsområdet har biflödesordning 3, vilket innebär att vattnet flödar genom totalt 3 vattendrag innan det når havet efter 91 kilometer. Avrinningsområdet består mestadels av skog (84 procent). Avrinningsområdet har 0,08 kvadratkilometer vattenytor vilket ger det en sjöprocent på 16 procent.